# Prvenstvo Jugoslavije u velikom rukometu 1955.
Prvenstvo Jugoslavije u velikom rukometu za 1955. godinu je osvojila momčad Dinamo iz Pančeva.

## Ljestvica
| poz. | klub.              | ut. | pob. | rem. | por. | po.g | pr.g | bod |
| ---- | ------------------ | --- | ---- | ---- | ---- | ---- | ---- | --- |
| 1.   | Dinamo Pančevo     | 3   | 2    | 1    | 0    | 24   | 20   | 5   |
| 2.   | Zagreb             | 3   | 2    | 0    | 1    | 37   | 23   | 4   |
| 3.   | Železničar Beograd | 3   | 1    | 1    | 1    | 20   | 33   | 3   |
| 4.   | Grafičar Zagreb    | 3   | 0    | 0    | 3    | 22   | 27   | 0   |